# Korsvejens Sogn
Korsvejens Sogn 

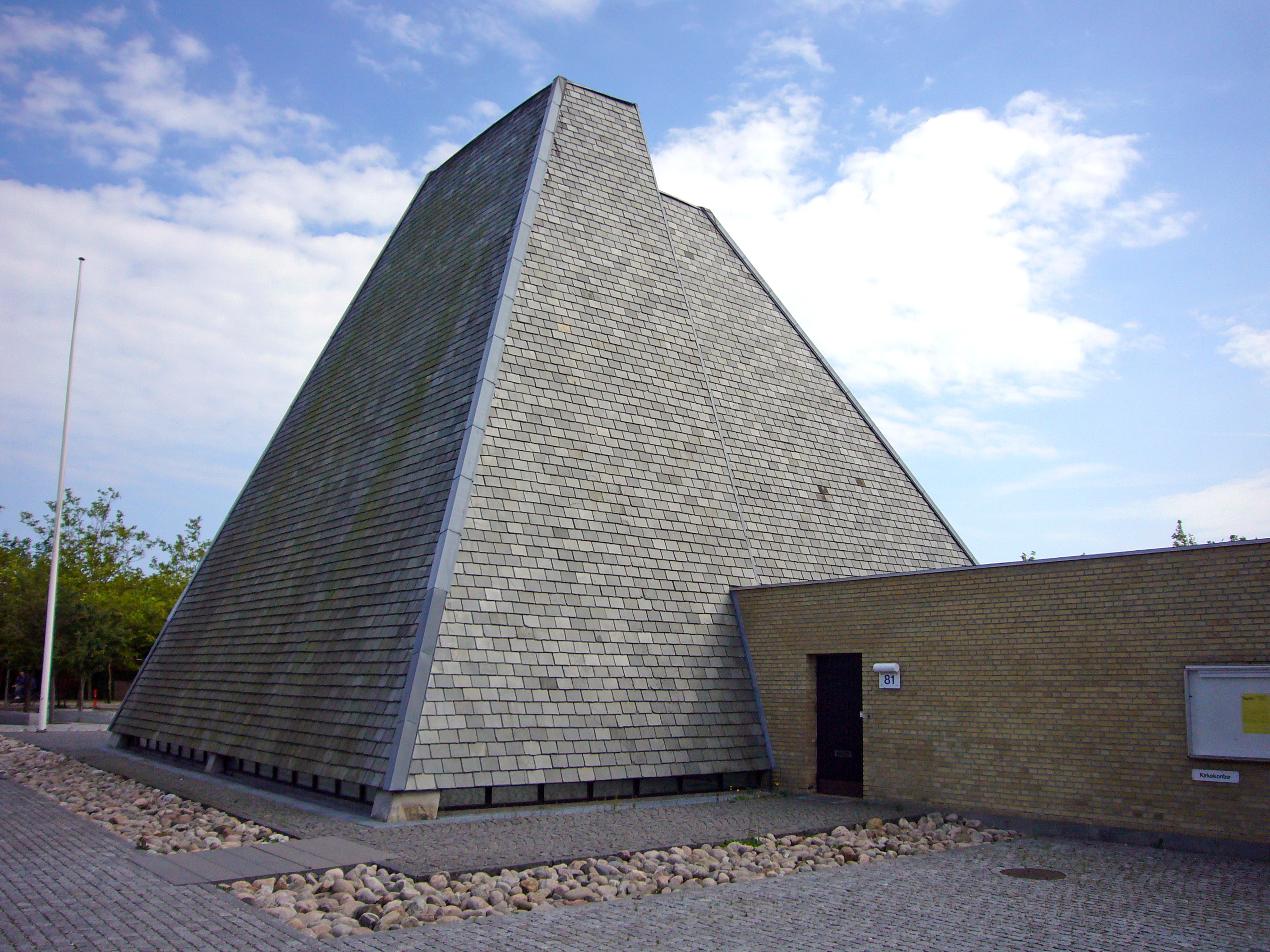
Korsvejskirke

ist eine Kirchspielsgemeinde (dän.: Sogn)
auf der Insel Amager südöstlich der dänischen Hauptstadt Kopenhagen.
Bis 1970 gehörte sie zur Harde Sokkelund Herred im damaligen Københavns Amt, danach zur Tårnby Kommune im verkleinerten Københavns Amt, die im Zuge der  Kommunalreform zum 1. Januar 2007 Teil der Region Hovedstaden geworden ist.
Von den 42.632 Einwohnern von Tårnby leben 8180 im Kirchspiel Korsvejens (Stand: 1. Januar 2023).
Im Kirchspiel liegt die Kirche „Korsvejskirke“.
Nachbargemeinden sind im Osten Kastrup Sogn und im Süden und Westen Tårnby Sogn, ferner in der nördlich benachbarten Københavns Kommune  (dt.: Kopenhagen) im Nordwesten Højdevang Sogn und im Nordosten Simon Peders Sogn.